# Halterofília als Jocs Olímpics d'estiu de 1964
Als Jocs Olímpics d'Estiu de 1964 celebrats a la ciutat de Tòquio (Japó) es disputaren set proves d'halterofília, totes elles en categoria masculina. Les proves es realitzaren el dia 11 d'octubre de 1964 al Shibuya Public Hall de la ciutat de Tòquio.
Participeren un total de 149 halters de 42 comitès nacionals diferents.

## Resum de medalles
| Prova     | Or                   | Argent            | Bronze             |
| – 56 kg   | Aleksei Vakhonin     | Imre Földi        | Shiro Ishinoseki   |
| – 60 kg   | Yoshinobu Miyake     | Isaac Berger      | Mieczysław Nowak   |
| – 67.5 kg | Waldemar Baszanowski | Vladimir Kaplunov | Marian Zieliński   |
| – 75 kg   | Hans Zdražila        | Viktor Kurentsov  | Masashi Ohuchi     |
| – 82.5 kg | Rudolf Plyukfelder   | Géza Tóth         | Gyõzõ Veres        |
| – 90 kg   | Vladimir Golovanov   | Louis Martin      | Ireneusz Paliński  |
| + 90 kg   | Leonid Zhabotinsky   | Iuri Vlàssov      | Norbert Schemansky |

## Medaller
| Posició | País           | Or | Argent | Bronze | Total |
| 1       | Unió Soviètica | 4  | 3      | 0      | 7     |
| 2       | Polònia        | 1  | 0      | 3      | 4     |
| 3       | Japó           | 1  | 0      | 2      | 3     |
| 4       | Txecoslovàquia | 1  | 0      | 0      | 1     |
| 5       | Hongria        | 0  | 2      | 1      | 3     |
| 6       | Estats Units   | 0  | 1      | 1      | 2     |
| 7       | Regne Unit     | 0  | 1      | 0      | 1     |